# Tuberolachnus
Genre
Tuberolachnus est un genre d’insectes hémiptères, un puceron de la famille des Aphididae.

## Liste des espèces et sous-genres
Selon Catalogue of Life (28 décembre 2018) :
- Tuberolachnus macrotuberculatus Yang, Jinyu, Qiao & Guangxue Zhang, 2005
- Tuberolachnus salignus
- Tuberolachnus scleratus Hille Ris Lambers & A.N. Basu, 1966

Selon  Species File (28 décembre 2018) :
- sous-genre Tuberolachniella Hille Ris Lambers & Basu, 1966
  - Tuberolachnus macrotuberculatus Yang, Qiao & Zhang, 2005
  - Tuberolachnus scleratus Hille Ris Lambers & Basu, 1966
- sous-genre Tuberolachnus Mordvilko, 1909
  - Tuberolachnus salignus (Gmelin, 1790)